# Ville Niinistö
Ville Matti Niinistö, född 30 juli 1976 i Åbo, är en finländsk politiker och statsvetare. 

## Utbildning
Niinistö har avlagt en politices magisterexamen vid Åbo universitet med huvudämne statsvetenskap med inriktning mot politisk historia. Hans examensarbete handlade om Rysslands utrikespolitiska experter. Han har även studerat som utbytesstudent vid University College London. Efter magisterexamen har han vid sidan om politiken haft en anställning som doktorand vid Åbo universitet, vid institutionen för politisk historia, där han bedrivit forskarstudier på temat Finlands utrikespolitiska omläggning vid början av 1990-talet.

## Politisk karriär

### Karriär inom rikspolitiken
Niinistö var riksdagsledamot åren 2007–2019 och ordförande för Gröna förbundet 2011–2017. Mellan 22 juni 2011 och 26 september 2014 var han miljöminister i först Regeringen Katainen och sedan Regeringen Stubb. I maj 2019 blev Niinistö vald till Europaparlamentet.
Ville Ninistö avgick 2014 som miljöminister i samband med att Gröna förbundet drog sig ur regeringskoalitionen i protest mot att regeringen gav energibolaget Fennovoima fortsatt tillstånd att bygga ett kärnkraftverk i Pyhäjoki vid Bottenvikens kust.

### Ledamot av Europaparlamentet
Sedan han blev ledamot av Europaparlamentet 2019 har Niinistö suttit i utskottet för industri, forskning och energi, där han är sin parlamentariska grupps samordnare.

## Programledare för Vegas sommarpratare 2022
Ville Niinistö utsågs till programledare för Vegas sommarpratare i Yle Vega 2022.

## Privatliv
Niinistö var mellan åren 2004 och 2012 gift med svenska Miljöpartiets tidigare språkrör Maria Wetterstrand, med vilken han har en son (född 2004) och en dotter (född 2007). Ville Niinistö är brorson till den tidigare presidenten Sauli Niinistö.
År 2013 avslöjades det att han vid några tillfällen körde sin svenska frus bil med svenska nummerskyltar i Finland, medan hon var frånvarande. Den finska tullen påförde honom en skatt på 4 800 euro. Den finska skattelagen tillåter inte finska medborgare att köra en utländsk bil i Finland utan att den därmed anses vara en importerad bil och därför omfattas av finsk bilskatt.

## Utmärkelser
- Kommendörstecknet av Finlands Lejons orden,  6 december 2015[12]

[Redigera Wikidata]